# Cauliflower Alley Club
Cauliflower Alley Club — некомерційна американська орґанізація, заснована у 1965 році. Має власну іменку в мережі та інформаційний бюлетень. Серед учасників є як колишні так і нині активні професійні перебійці та реслери з Північної Америки.
Засновниками САС є Майк Мазуркі та Арт Абрамс. Щорічно проводиться вечір возз'єднання, де традиційно присутня велика кількість зірок і на якому вручаються почесні нагороди. Декілька разів подібні заходи відбувалися у найвизначніших місця Голлівуду, таких як: Masquer's Club, Roosevelt Hotel та Old Spaghetti Factory.